# Philorus
Genre
Synonymes
- Elmia Enderlein, 1936[1]
- Euliponeura Tonnoir, 1930[1]

Philorus est un genre d'insectes diptères nématocères de la famille des Blephariceridae.

## Systématique
Le genre Philorus a été créé en 1903 par Vernon M. L. Kellogg.

## Liste d'espèces
Selon BioLib (3 juillet 2021) :
- Philorus alpinus Kitakami, 1931
- Philorus californicus Hogue, 1966
- Philorus jacinto Hogue, 1966
- Philorus vanduzeei Alexander, 1963
- Philorus viridis Kitakami, 1931
- Philorus yosemite (Osten Sacken, 1877)